# À Réaumur
À Réaumur is een voormalig Parijs warenhuis. Het was gelegen in het 2 arrondissement van Parijs aan de rue Réaumur nr 82 tot en met 96.

## Geschiedenis
In 1894 richtte de Lotharingse handelaar Jean-Baptiste Gobert-Martin in een deel van de rue Percée het warenhuis À Réaumur op. Het warenhuis opende zijn deuren op 17 april 1897 en werd ingehuldigd door president Félix Faure. In 1900 werd de aanvankelijke verkoopoppervlakte van 1000m² vergroot tot 2.500m² en groeide uit tot meer dan 6.000m² in 1928. Tot 1961 werd het warenhuis gerund door de familie Secordel-Martin.
Het warenhuis bood artikelen van hoge kwaliteit tegen aantrekkelijke prijzen. De meeste van de verkochte kleding werd gemaakt in eigen kledingateliers in Parijs, Lille, Arras en Montluçon. De winkel had ook vestigingen in Metz, Nantes (in de Rue La Fayette) en Briey en had daarnaast vele verkooppunten in Frankrijk.
Het warenhuis was uniek door al voor de opkomst van de prêt-a-portermode goede kwaliteit te leveren via postorder, dankzij catalogi die elk seizoen in grote aantallen werden verspreid.
De warenhuizen werden in 1960 gesloten, maar de gebouwen, waarvan de constructie een technisch hoogstandje was (het eerste deel werd gebouwd in minder dan zes maanden), bestaan nog steeds. Ze zijn omgebouwd tot winkels en kantoren.